# Sing It Back
Sing It Back is een single van de Engelse dance-popgroep Moloko, bestaande uit Róisín Murphy en Mark Brydon. Het nummer kwam uit op 23 augustus 1999 en verscheen voor het eerst in zijn oorspronkelijke versie op het album I Am Not a Doctor. De single kwam de hitlijsten binnen na een remix van diskjockey Boris Dlugosch.

## Achtergrond
Murphy begon met het schrijven van het nummer tijdens een verblijf in New York en wist dat het een dancesong werd. De groep wilde echter met het album een nieuwe kant op gaan en in overleg met het platenlabel werd besloten de Amerikaanse dj en remixer Todd Terry het nummer aan te passen. Moloko was echter ontevreden met het resultaat en overtuigde Echo Records de remix van Dlugosch te gebruiken. Deze versie verscheen uiteindelijk ook op Moloko's derde album, Things to Make and Do.
Het nummer bereikte in 1999 de vierde positie in de UK Singles Chart en piekte bovenaan Billboards US Hot Dance Club Songs, waar het maandenlang in de lijst stond. In de Nederlandse Top 40 kwam Sing It Back op 21 augustus 1999 binnen en stond elf weken lang in de lijst, met de elfde plaats als hoogste positie. Het was de enige hit voor Moloko in Nederland.
In de videoclip is Murphy te zien, dansend in een metalen flapperjurk omgeven door psychedelische lichteffecten. Moloko zong het nummer toen het optrad op Pinkpop in 2004.
In 2017 maakte de Britse dj Pete Tong samen met The Heritage Orchesta van dirigent Jules Buckley een symfonische versie van Sing it back. Deze versie werd gezongen door Becky Hill.